# Gynostemma cardiospermum
Gynostemma cardiospermum är en gurkväxtart som beskrevs av Célestin Alfred Cogniaux och Daniel Oliver. Gynostemma cardiospermum ingår i släktet Gynostemma och familjen gurkväxter. Inga underarter finns listade i Catalogue of Life.